# Enumeratio Plantarum vel ab aliis
Enumeratio Plantarum vel ab aliis (abreujat Enum. Pl. (Vahl)) és un llibre amb il·lustracions i descripcions botàniques que va ser escrit pel botànic noruec Martin Vahl.
Va ser publicat en dos volums entre els anys 1804-1805 amb el nom d' Enumeratio Plantarum vel ab aliis, vel ab ipso observatarum, cum earum differentiis specificis, synonymis selectis et descriptionibus succinctis / Martini Vahlii. Hauniæ.

## Avaluació de l'obra
L'any 1806 Charles Konig  va publicar una avaluació molt positiva i extensa de l'obra. Martin Vahl era considerat un botànic eminent i les seves obres botàniques (escrigué sobre altres temes) figuren en moltes bibliografies.